# Max Morris
Max Morris (* 18. Oktober 1859 in Berlin; † 25. August 1918 ebenda) war ein deutscher Literarhistoriker.

## Leben
Seit 1878 studierte er an der Universität Berlin Medizin. 1882 wurde er promoviert. 1883 erfolgte die Approbation. Danach war er 15 Jahre lang im Südosten Berlins als Arzt tätig. Von 1905 bis 1909 war er mit Hans Gerhard Gräf, Carl Schüddekopf, Julius Wahle und Max Hecker Herausgeber der Briefabteilung der Weimarer Ausgabe von Goethes Werken.

## Schriften (Auswahl)
- Goethes Schweizer Reise 1775. Zeichnungen und Niederschriften. Weimar 1907.
- Goethes und Herders Anteil an dem Jahrgang 1772 der Frankfurter Gelehrten Anzeigen. Stuttgart 1915.